# Gizz Butt
Graham Anthony Butt, plus connu sous le pseudonyme de Gizz Butt, né le 3 août 1966 à Manchester au Royaume-Uni, est un musicien britannique, connu en particulier pour avoir été le guitariste live du groupe The Prodigy à partir de 1996.